# Schandbild

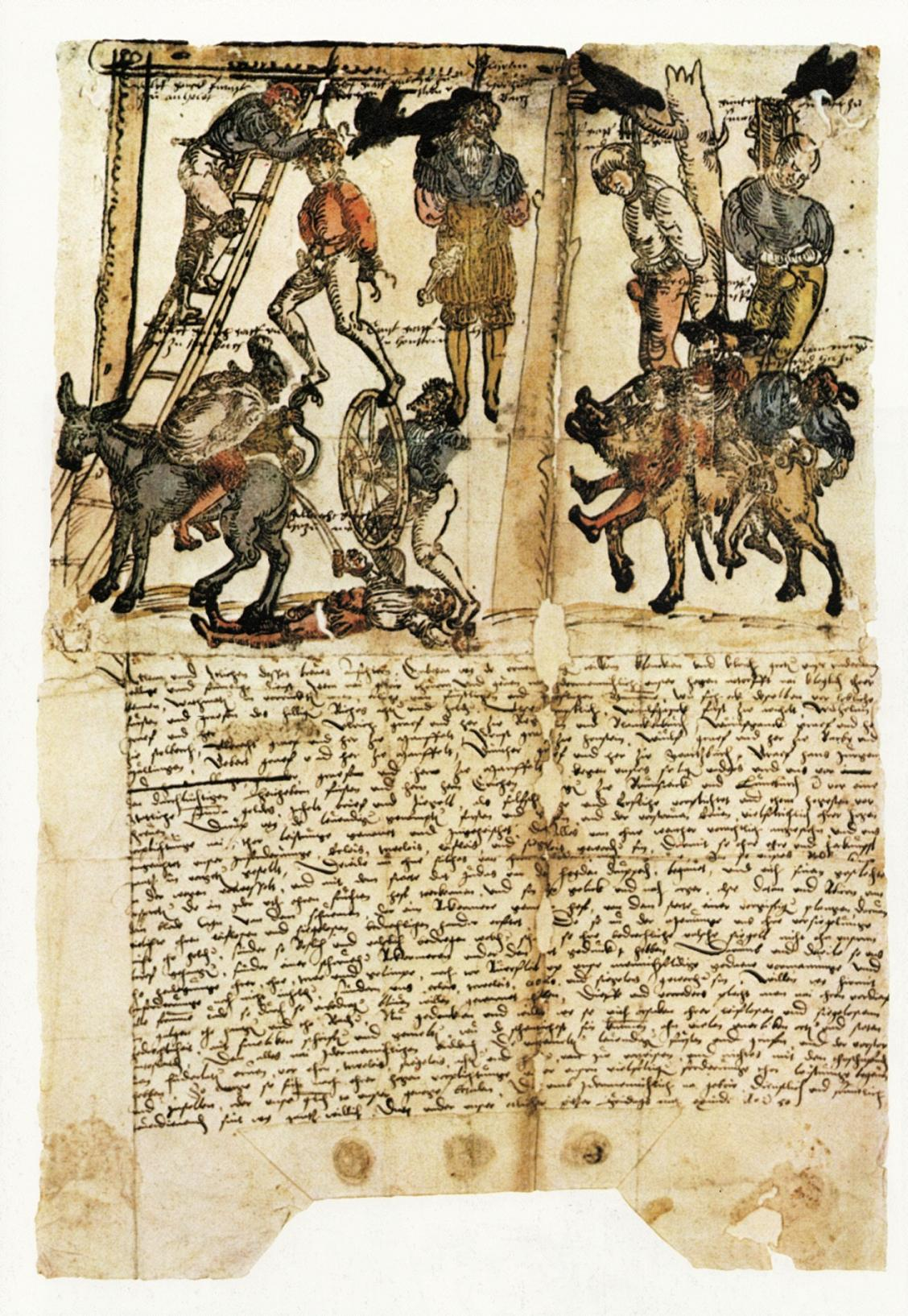
Scheltbrief (Schandbrief) aus dem Jahr 1550

Ein Schandbild (auch Pittura infamante [pitˈtuːra iɱfaˈmante]) stellt einen Menschen in besonders entwürdigender Lage oder Haltung dar. Im engeren Sinn bezeichnet man damit Bilder auf mittelalterlichen und frühneuzeitlichen Scheltbriefen.  

## Funktion
Einfache Bürger klagten damit Adelige, manchmal sogar ihre Fürsten, öffentlich wegen Verfehlungen an. Aber auch Kaufleute und Geldverleiher gingen auf diese Weise gegen säumige Schuldner vor. Die Briefe wurden (ähnlich wie Sendschreiben) am Pranger, am Rathaus oder an Kirchentüren angeschlagen, manchmal erhielt sie der Adressat auch durch einen Boten.

## Motive
Der Gegner wurde im Umgang mit entehrenden Tieren gezeigt, wie beim Eselsritt und Sauritt, aber auch gemeinsam mit Instrumenten des Strafvollzugs wie Galgen, Rädern und Prangern. Nach altem Aberglauben übertragen sich solche bildlich dargestellten Martern und Demütigungen direkt auf die echte Person. Stellvertretend „geschändet“ wurden meist die Bürgen des Schuldners oder dessen Siegel. Um das Jahr 1340 kündigte ein Thüringer an, aus dem Siegel des Mainzer Domkapitels Kerzen für eine Henkershochzeit zu fertigen. Spätere Hildesheimer Schandbilder zeigen ehrlose Bürgen, „wobei einer der Herren verkehrt herum auf der Sau sitzt, deren Schwanz anhebt und alle ihren Siegelstempel in Händen halten, um ihn dem Schwein auf den After zu drücken“. Die antijudaistische Tiermetapher Judensau beruht auf denselben Vorstellungen.